# Ken Robinson (homme politique canadien)
Pour les articles homonymes, voir Ken Robinson.
William Kenneth Robinson (16 juillet 1927-31 décembre 1991) est un homme politique provincial et fédéral de l'Ontario.

## Politique fédérale
Natif de Toronto en Ontario, Ken Robinson devient député de Lakeshore du Parti libéral du Canada en 1968. Défait par le néo-démocrate Terry Grier dans Toronto—Lakeshore en 1972, il retrouve son siège dans la circonscription renommée Etobicoke—Lakeshore en 1974. Réélu en 1979 et 1980, il est défait en 1984.
Durant sa carrière politique, il servit comme:
- Secrétaire parlementaire du ministre de la Santé, 1977-1979
- Secrétaire parlementaire du ministre de la Justice et Procureur-général, 1980
- Secrétaire parlementaire du ministre d'État au Développement social, 1980
- Secrétaire parlementaire du ministre du Revenu National, 1984